# Приап
Приап (от древногр. Πριαπος, Priāpos) е древногръцки бог на плодородието, зеленчуците и плодовете, закрилник на добитъка и градините. Отличителна характеристика на Приап е неговият свръхголям фалос, поради което е асоцииран и с мъжката вирилност, и в този смисъл се явява персонификация на възпроизводителна потентност и агрикултурната плодовитост.

## Митология
Древногръцкият историк Диодор Сицилийски (акт. I в.пр.Хр.) посочва в "Историческа библиотека" (Bibliotheca historica), че според повечето древни текстове Приап е син на Дионис и Афродита, но някои го свързват с Хермес и Афродита, сравнявайки произхода на техния син Хермафродит с този на Приап.
Поемата "Фасти" на римския поет Овидий (43 г. пр.н.Хр.-17 г. сл.Хр.) разказва за опита на Приап да изнасили спящата нимфа Лотида, който е прекъснат от рева на магаре. Лотида се събужда и спасява, превръщайки се в лотос, а в своя гняв Приап убива магарето. Сходна история е разказана в книга VI от същата поема, но в нея Приап преследва богинята Веста (в гръцката митология Хестия). Той отново е прекъснат от рева на магаре, но в тази история, Приап избягва, когато олимпийски богове, които чуват рева и се впускат да спасят богинята. Този вариант на мита дава обяснение за практикуваното в Лампсак жертвоприношение на магарета, важна част от ритуалната дейност и култа на Приап.

## Култ и изобразяване
Според пътеводителя "Описание на Елада" на древногръцкия автор Павзаний (ок. 110-180) култът към Приап е особено популярен в Лампсак (гръц. Lampsakos) – древен град, намиращ се на изток от пролива Хелеспонт (в днешно време Дарданели), където се заражда култа към Приап. Първоначално е малоазийско божество и не фигурира в ранната гръцка митология и литература, но неговият култ придобива популярност в Елинистичната епоха и продължава до Римската империя.
Култа към Приап може да бъде наречен итифаличен или фалически култ, тясно свързан с неговата роля на апотропна (от гръц. "предпазващ от беди") функция на пазител на посевите, стадата и градините. Според Павзаний култът към него е особено силен на места, където се отглеждат овце, кози и дори пчели.
В т.нар. „Приапови стихове" (Priápea) от времето на император Октавиан Август  Приап защитава пазените от него градини, като заплашва крадци и неканени гости със сексуално насилие. По тази причина едно от проявленията на култа към Приап е поставянето на негови статуи около градини и посеви, където функцията му може да бъде сравнена с тази на плашилото. Освен фалосът, който е най-важният елемент от репрезентацията на Приап, други негови атрибути са рог на изобилието (т. нар. корнукопия) и сърп, с който той заплашва недоброжелателите. Статуетките и малки фигури на Приап често са боядисвани в червено. 